# Ouffet
Ouffet (wa. Oufet) – miejscowość i gmina (commune) w Belgii, w Regionie Walońskim, w prowincji Liège, w okręgu Huy. 1 stycznia 2024 roku liczyła 2788 mieszkańców.

## Podział administracyjny
W skład gminy wchodzą dwie dzielnice (section):
- Ellemelle
- Warzée

## Współpraca
Miejscowości partnerskie:
- Laronxe, Francja
- Schlierbach, Niemcy
- Vagney, Francja